# Léon Mangin
Pour les articles homonymes, voir Mangin.
Léon Mangin (17 février 1822 Xermaménil -7 août 1882) est un général français du XIXe siècle.

## Biographie
Fils d’agriculteur et neveu du général Anatole Mangin, il intègre Saint-Cyr le 18 avril 1841 et sera :
- 1er avril 1843 Sous-lieutenant chasseur à pied ,
- 30 décembre 1852 capitaine
- 1857 chef de bataillon au 1er régiment de tirailleurs algériens,
- 1859 chef du 1er bataillon de chasseurs à pied,
- 1863 lieutenant colonel de 4e régiment de voltigeurs de la Garde impériale,
- 1867 colonel du 67e régiment d'infanterie de ligne ;
- août 1870 Général de brigade.

## Campagne
Il fera deux séjours à Rome en 1852/1853 et en 1863, et séjournera en Afrique de 1841 à 1847 pour la Reddition d'Abd El-Kader puis de 1856 à 59 pour la Conquête de la Kabylie. 
- Il fit l'Expédition du Mexique en 1862-63 et fut blessé lors du siège de Puebla.
- Guerre franco-prussienne prisonnier à Metz.

## Décorations
- Chevalier de la Légion d'honneur (1855)
- Officier de la Légion d'honneur (1861)
- Commandeur de la Légion d'honneur (1871)
- Commandeur de l'ordre de Saint-Grégoire-le-Grand (1864)
- Médaille commémorative de l'expédition du Mexique (1862)
- Officier de l'Ordre de Notre-Dame de Guadalupe (1861)[2].
- Ordre de la Couronne de fer d'Autriche (1870).